# Irakli Maisuradze
Irakli Maisuradze (ur. 22 sierpnia 1988 w Tbilisi) – gruziński piłkarz, grający na pozycji pomocnika, reprezentant Gruzji, od 2016 roku zawodnik klubu Ermis Aradipu. W reprezentacji Gruzji zadebiutował w 2011 roku.